# Ptiloris magnificus
L'uccello fucile magnifico (Ptiloris magnificus (Vieillot, 1819)) è un uccello passeriforme della famiglia Paradisaeidae.

## Descrizione

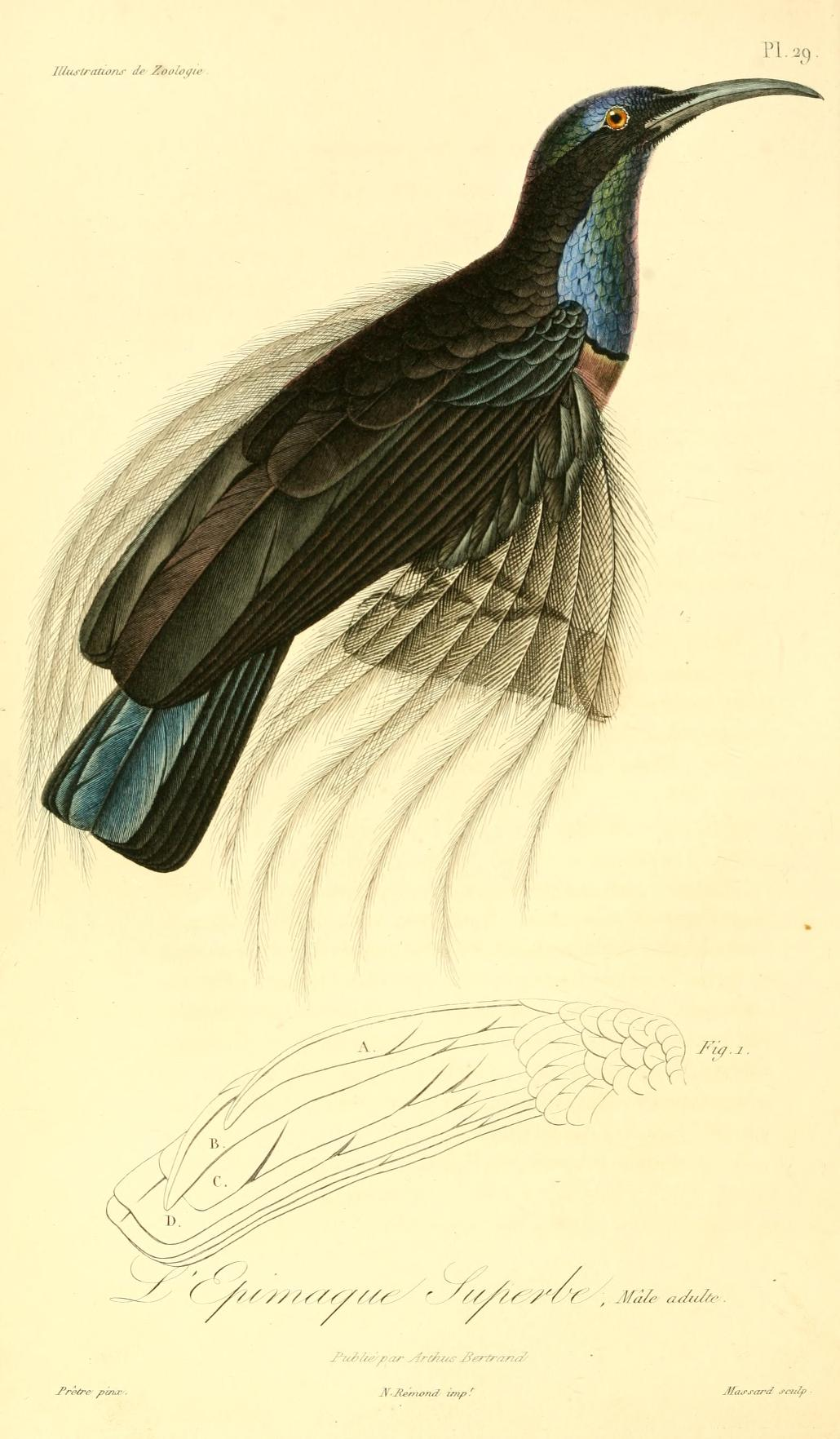
Illustrazione di maschio a cura di Lesson.
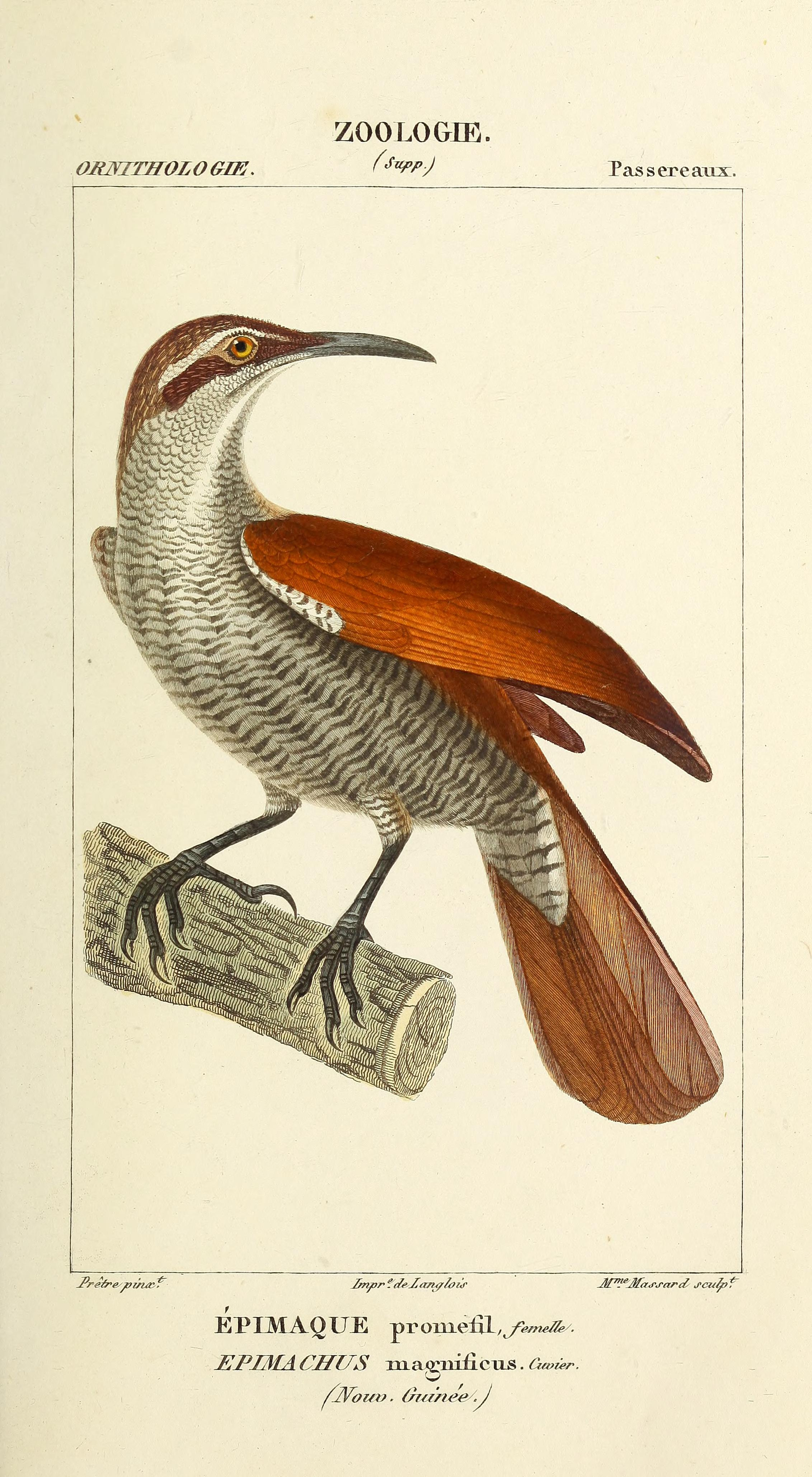
Illustrazione di femmina.

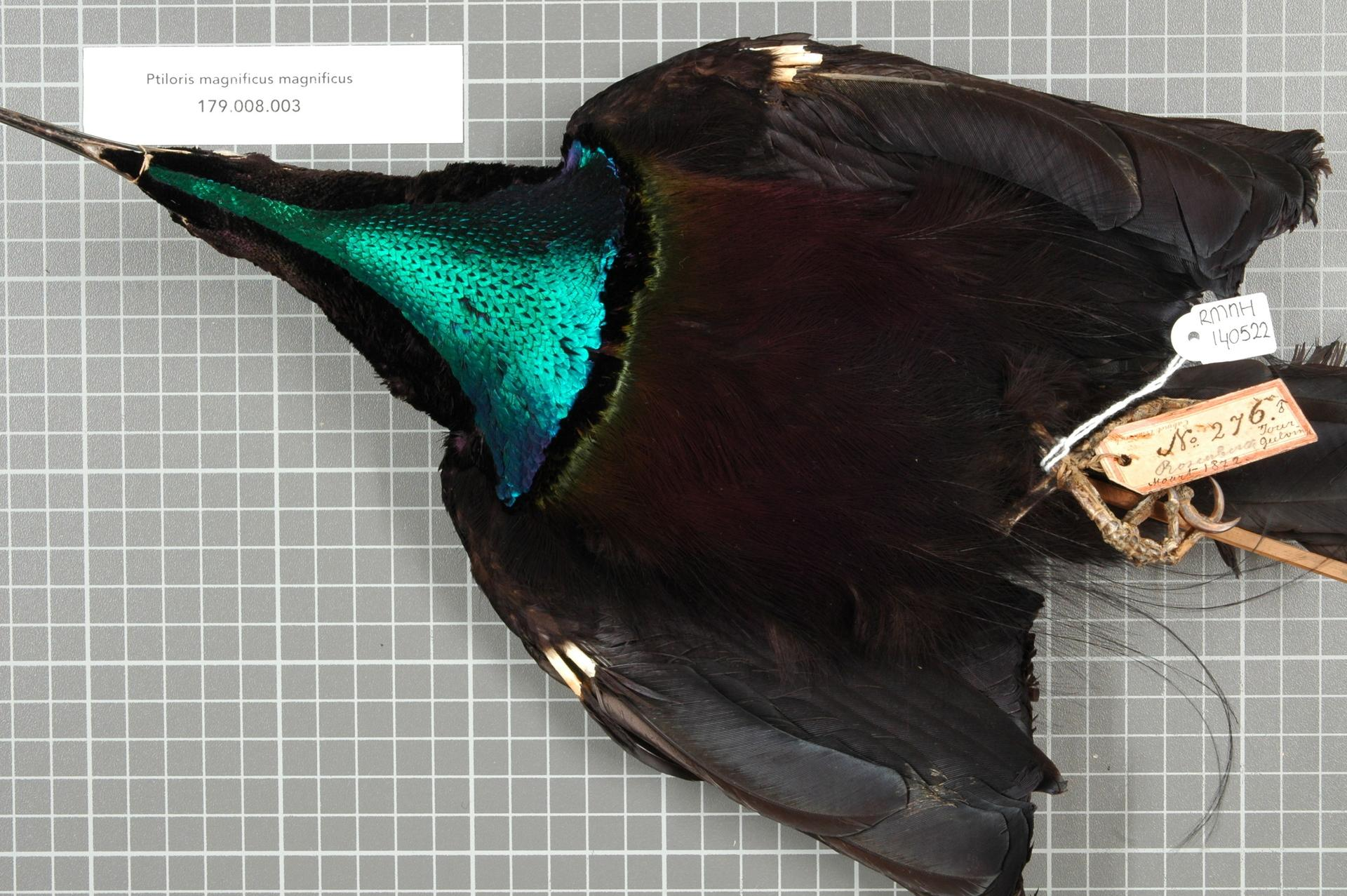
Maschio impagliato.

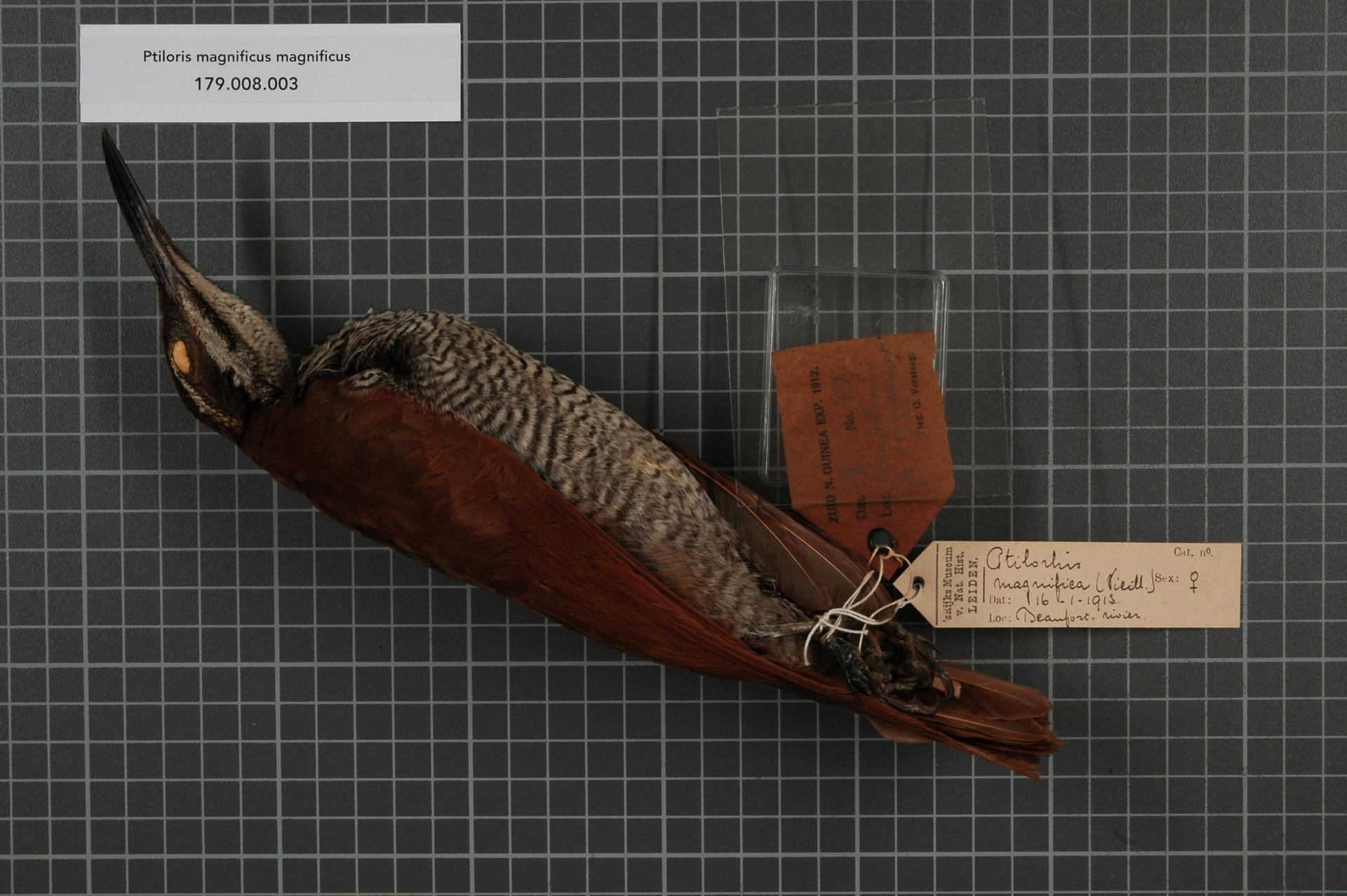
Femmina impagliata.

### Dimensioni
Coi suoi 28–34 cm di lunghezza, per 94-230 g di peso, l'uccello fucile magnifico rappresenta la specie di maggiori dimensioni nell'ambito del proprio genere: a parità d'età, i maschi sono più grossi e possono arrivare a pesare il doppio rispetto alle femmine.

### Aspetto
L'uccello fucile magnifico può ricordare a prima vista una grossa nettarinia, dall'aspetto massiccio, con piccola testa e lungo becco leggermente ricurvo.

Come nella maggior parte degli uccelli del paradiso, anche nell'uccello fucile magnifico è presente dicromatismo sessuale. La femmina, infatti, si presenta con ali, dorso e coda di colore bruno-rossiccio, mentre la fronte, il vertice, la nuca e una banda che dai lati del becco raggiunge l'orecchio passando per gli occhi a formare una mascherina sono di colore bruno scuro: il sopracciglio e le guance sono di colore bianco-grigiastro, mentre gola, petto, fianchi, ventre e sottocoda sono di colore brigio-biancastro ocn le singole penne orlate di nerastro, a dare un effetto marmorizzato. Il maschio, invece, presenta piumaggio di colore nero sericeo su tutto il corpo, con ventre e fianchi dalle decise sfumature bruno-cannella, mentre fronte, vertice, gola, petto e penne centrali della coda sono di colore verde-azzurro iridescente, separato dal bruno ventrale da una banda nera sul petto: le penne dei fianchi sono allungate e dall'aspetto filamentoso, mentre l'interno della bocca è giallo. In ambedue i sessi gli occhi sono bruni, mentre zampe e becco sono neri.

## Distribuzione e habitat
L'uccello fucile magnifico è diffuso sia in Nuova Guinea che in Australia: in particolare, in Nuova Guinea lo si trova con areale piuttosto discontinuo lungo le pianure costiere di tutta la porzione centrale e occidentale dell'isola, mentre in Australia la specie è limitata alla punta settentrionale della penisola di Capo York e ad alcune isole dello stretto di Torres.
L'habitat di questa specie è rappresentato dalle aree di foresta pluviale di pianura o pedemontana, dalla foresta monsonica, dalle aree palustri: colonizza anche le aree di foresta secondaria, boscaglia fitta e persino le piantagioni, i giardini ed i parchi tranquilli e ben alberati.

## Biologia
Si tratta di animali diurni e dalle abitudini principalmente solitarie, molto schivi e riservati.

### Alimentazione
Si tratta di uccelli che si nutrono sia di frutta (prevalentemente capsule) che di insetti ed altri piccoli invertebrati: la dieta dei maschi è maggiormente frugivora, mentre le femmine sono più insettivore, in particolar modo durante il periodo riproduttivo.

### Riproduzione

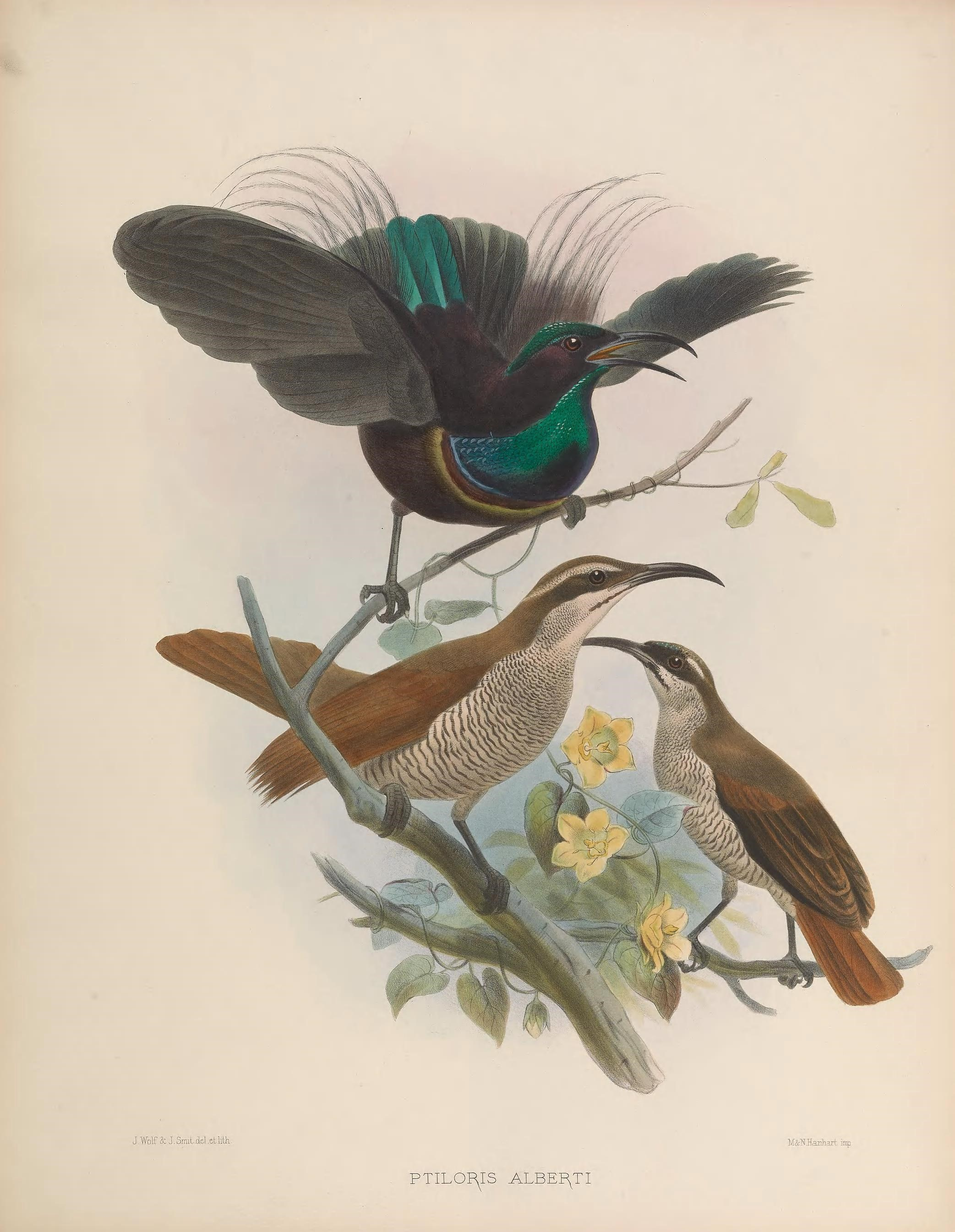
Illustrazione di maschio in corteggiamento.

La stagione riproduttiva degli uccelli fucile magnifici comincia sul terminare della stagione delle piogge e dura tutta la stagione secca (giugno-febbraio): come in molti uccelli del paradiso, anche questa specie è poligina e mostra un elaborato rituale di corteggiamento.
Per attrarre le femmine, i maschi sono soliti delimitare e difendere da intrusi dello stesso sesso un territorio il cui fulcro è generalmente rappresentato da un posatoio in evidenza sgombro da vegetazione, come un ramo ben ripulito o un palo piantato a terra in una radura. Qui il maschio emette richiami fischianti per attrarre le femmine incuriosite, all'arrivo delle quali si esibisce nel corteggiamento vero e proprio: questo consiste nello spiegare le ali verso l'alto a formare una mezzaluna, con la testa anch'essa rivolta verso l'alto e ondeggiata a destra e a sinistra mentre le zampe ondeggiano su e giù a mettere in massima evidenza l'iridescenza di gola e petto, col maschio che si avvicina e si allontana ritmicamente dalla femmina. Se la femmina è disponibile all'accoppiamento si lascia montare dal maschio, mentre in caso contrario se ne allontana: solitamente le femmine osservano molti maschi prima di scegliere con quale accoppiarsi.
Dopo l'accoppiamento, la femmina si sobbarca in completa solitudine la costruzione del nido a coppa, la cova delle 2-3 uova e l'allevamento della prole.

## Tassonomia

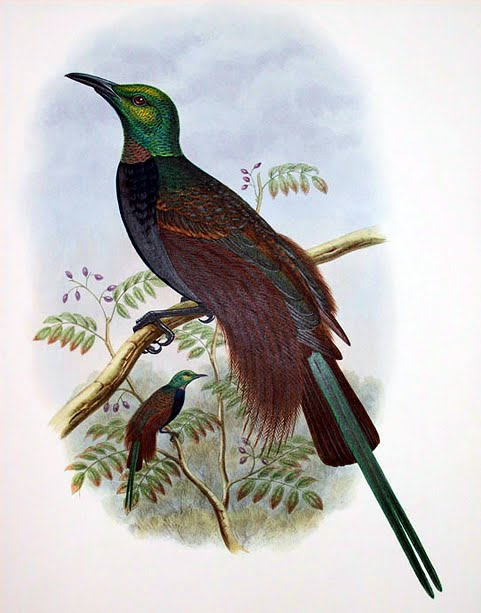
"Janthothorax bensbachi", in realtà un ibrido.

La tassonomia dell'uccello fucile magnifico è stata piuttosto tormentata: classificato alla sua scoperta nel genere Falcinellus, nel corso della sua storia è stato riclassificato più volte nei generi Epimachus,  Craspedophora e Lophorina, per essere infine spostato nel genere Ptiloris, comprendente i soli uccelli fucile.
Vengono riconosciute due sottospecie:
- Ptiloris magnificus magnificus, la sottospecie nominale, diffusa in Nuova Guinea;
- Ptiloris magnificus alberti Elliot, 1871, diffusa in Australia nord-orientale;

Tradizionalmente l'uccello fucile orientale è stato considerato una sottospecie di uccello fucile magnifico, col nome di Ptiloris magnificus intercedens: attualmente, tuttavia si è più propensi a considerare questi uccelli come una specie a sé stante.
Ne è stata registrata l'ibridazione con la paradisea dalle dodici penne (inizialmente classificato come Craspedophora mantoui Oustalet, 1891) e con la paradisea minore (inizialmente classificato come Janthothorax bensbachi Büttikofer, 1894).